# Juan Gabriel Rivas
Juan Gabriel Rivas (Santa Fe, Argentina; 14 de agosto de 1992) es un futbolista argentino. Juega como mediocampista ofensivo o enganche y su primer equipo fue Unión de Santa Fe. Actualmente milita en Colegiales de la Primera B Metropolitana.

## Trayectoria
Nacido en la ciudad de Santa Fe, Juan Rivas se inició en las inferiores de Unión. En el año 2009 fue convocado por el técnico Fernando Alí para realizar su primer pretemporada junto al plantel profesional; su debut con la camiseta tatengue se produjo el 19 de febrero de 2010, en el partido que Unión le ganó a Independiente Rivadavia por 3 a 0. En dicho encuentro ingresó a los 26 del ST en reemplazo de Renzo Vera.
Luego de su tempranero debut, no volvió a tener chances en el primer equipo. Recién con el ascenso de Unión a Primera División en el año 2011, se hizo un lugar en el plantel de Reserva, siendo habitual titular en el equipo dirigido por Nicolás Frutos y Horacio Humoller. A mediados de 2012 fue cedido a préstamo por un año a Deportivo Merlo, como parte de un convenio entre ambos clubes que incluyó a otros jóvenes de las inferiores tatengues como Ignacio Arce, Sebastián Caballero y Lionel Altamirano. En el Charro logró la continuidad que necesitaba, mostrando buenos rendimientos, aunque no pudo evitar el descenso de su equipo a la Primera B Metropolitana.
De regreso en Unión, casi no tuvo rodaje bajo la dirección técnica de Facundo Sava, pero con la llegada de Leonardo Madelón comenzó a sumar cada vez más minutos en cancha. En el Torneo Transición 2014 convirtió el primer gol de su carrera frente a Huracán y se transformó en titular indiscutido en el equipo que logró el ascenso a Primera División, siendo el mejor del torneo.
Ya en Primera División, a Rivas le asignaron la camiseta 10 y comenzó el torneo siendo titular, pero una fascitis plantar y algunos bajos rendimientos le quitaron continuidad y fue perdiendo terreno en la consideración de Leonardo Madelón. A principios de 2016, el técnico tatengue le comunicó que no lo tendría en cuenta, y al no conseguir club, fue relegado a entrenar con el plantel de Reserva junto a Fausto Montero durante toda la primera mitad del año. Ya en el segundo semestre, viendo que su situación no cambiaba, Rivas aceptó la oferta de Unión Española de Chile y pasó a préstamo por un año.
También jugó en Aucas de Ecuador, América de Quito de Ecuador, Central Norte de Salta, Los Andes y Boca Unidos de Corrientes.

## Clubes
| Club                      | País      | Año       |
| ------------------------- | --------- | --------- |
| Unión de Santa Fe         | Argentina | 2010-2012 |
| Deportivo Merlo           | Argentina | 2012-2013 |
| Unión de Santa Fe         | Argentina | 2013-2016 |
| Unión Española            | Chile     | 2016-2017 |
| Unión de Santa Fe         | Argentina | 2017      |
| Aucas                     | Ecuador   | 2018      |
| América de Quito          | Ecuador   | 2018-2019 |
| Central Norte de Salta    | Argentina | 2019-2020 |
| Los Andes                 | Argentina | 2020-2022 |
| Boca Unidos de Corrientes | Argentina | 2022      |
| Colegiales                | Argentina | 2023-Act. |

### Estadísticas
- Actualizado al 19 de agosto de 2023

| Club                        | Div.                | Temporada           | Liga | Liga | Copa Nacional | Copa Nacional | Copa Internacional | Copa Internacional | Total | Total |
| Club                        | Div.                | Temporada           | PJ   | G    | PJ            | G             | PJ                 | G                  | PJ    | G     |
| --------------------------- | ------------------- | ------------------- | ---- | ---- | ------------- | ------------- | ------------------ | ------------------ | ----- | ----- |
| Unión Argentina             |                     |                     |      |      |               |               |                    |                    |       |       |
| 2.ª                         | 2009/10             | 1                   | 0    | -    | -             | -             | -                  | 1                  | 0     |       |
| 2.ª                         | 2010/11             | 0                   | 0    | -    | -             | -             | -                  | 0                  | 0     |       |
| 1.ª                         | 2011/12             | 0                   | 0    | 0    | 0             | -             | -                  | 0                  | 0     |       |
| 2.ª                         | 2013/14             | 11                  | 0    | 1    | 0             | -             | -                  | 12                 | 0     |       |
| 2.ª                         | 2014                | 18                  | 1    | -    | -             | -             | -                  | 18                 | 1     |       |
| 1.ª                         | 2015                | 18                  | 1    | 2    | 0             | -             | -                  | 20                 | 1     |       |
| 1.ª                         | 2016                | 0                   | 0    | 0    | 0             | -             | -                  | 0                  | 0     |       |
| 1.ª                         | 2017/18             | 0                   | 0    | 1    | 0             | -             | -                  | 1                  | 0     |       |
| Total                       | Total               | 48                  | 2    | 4    | 0             | -             | -                  | 52                 | 2     |       |
| Deportivo Merlo Argentina   |                     |                     |      |      |               |               |                    |                    |       |       |
| 2.ª                         | 2012/13             | 22                  | 0    | 1    | 0             | -             | -                  | 23                 | 0     |       |
| Total                       | Total               | 22                  | 0    | 1    | 0             | -             | -                  | 23                 | 0     |       |
| Unión Española · Chile      |                     |                     |      |      |               |               |                    |                    |       |       |
| 1.ª                         | 2016/17             | 15                  | 0    | 4    | 0             | 0             | 0                  | 19                 | 0     |       |
| Total                       | Total               | 15                  | 0    | 4    | 0             | 0             | 0                  | 19                 | 0     |       |
| Aucas · Ecuador             |                     |                     |      |      |               |               |                    |                    |       |       |
| 1.ª                         | 2018                | 10                  | 0    | -    | -             | -             | -                  | 10                 | 0     |       |
| Total                       | Total               | 10                  | 0    | -    | -             | -             | -                  | 10                 | 0     |       |
| América de Quito · Ecuador  |                     |                     |      |      |               |               |                    |                    |       |       |
| 2.ª                         | 2018                | 23                  | 0    | -    | -             | -             | -                  | 23                 | 0     |       |
| 1.ª                         | 2019                | 6                   | 0    | -    | -             | -             | -                  | 6                  | 0     |       |
| Total                       | Total               | 29                  | 0    | -    | -             | -             | -                  | 29                 | 0     |       |
| Central Norte (S) Argentina |                     |                     |      |      |               |               |                    |                    |       |       |
| 3.ª                         | 2019/20             | 13                  | 0    | 2    | 1             | -             | -                  | 15                 | 1     |       |
| Total                       | Total               | 13                  | 0    | 2    | 1             | -             | -                  | 15                 | 1     |       |
| Los Andes Argentina         |                     |                     |      |      |               |               |                    |                    |       |       |
| 3.ª                         | 2020                | 4                   | 0    | -    | -             | -             | -                  | 4                  | 0     |       |
| 3.ª                         | 2021                | 28                  | 1    | -    | -             | -             | -                  | 28                 | 1     |       |
| 3.ª                         | 2022                | 11                  | 0    | -    | -             | -             | -                  | 11                 | 0     |       |
| Total                       | Total               | 43                  | 1    | -    | -             | -             | -                  | 43                 | 1     |       |
| Boca Unidos Argentina       |                     |                     |      |      |               |               |                    |                    |       |       |
| 3.ª                         | 2022                | 13                  | 0    | -    | -             | -             | -                  | 13                 | 0     |       |
| Total                       | Total               | 13                  | 0    | -    | -             | -             | -                  | 13                 | 0     |       |
| Colegiales Argentina        |                     |                     |      |      |               |               |                    |                    |       |       |
| 3.ª                         | 2023                | 15                  | 0    | 1    | 0             | -             | -                  | 16                 | 0     |       |
| Total                       | Total               | 15                  | 0    | 1    | 0             | -             | -                  | 16                 | 0     |       |
| Total en su carrera         | Total en su carrera | Total en su carrera | 208  | 3    | 12            | 1             | 0                  | 0                  | 220   | 4     |

## Palmarés
| Título                     | Club              | País      | Año  |
| -------------------------- | ----------------- | --------- | ---- |
| Ascenso a Primera División | Unión de Santa Fe | Argentina | 2014 |
| Ascenso a la Serie A       | América de Quito  | Ecuador   | 2018 |